# Хосперс (Ајова)
Хосперс (енгл. Hospers) град је у америчкој савезној држави Ајова. По попису становништва из 2010. у њему је живело 698 становника.

## Демографија
Према попису становништва из 2010. у граду је живело 698 становника, што је 26 (3,9%) становника више него 2000. године.
| Група             | 2000.       | 2010.       |
| Белци             | 647 (96,3%) | 670 (96,0%) |
| Афроамериканци    | 0 (0,0%)    | 6 (0,9%)    |
| Азијати           | 3 (0,4%)    | 3 (0,4%)    |
| Хиспаноамериканци | 4 (0,6%)    | 15 (2,1%)   |
| Укупно            | 672         | 698         |